# تاريخ أستراليا الغربية
بدأ التاريخ البشري لأستراليا الغربية منذ 40 إلى 60 ألف سنة، مع وصول سكان أستراليا الأصليين إلى الساحل الشمالي الغربي؛ وتوسع سكان أستراليا الأصليون لاحقًا عبر شرق القارة وجنوبها.
كان أول اتصال أوروبي مسجل في عام 1616، عندما رسا المستكشف الهولندي ديرك هارتوج على الساحل الغربي لأستراليا، بعد انحرافه عن مساره أثناء توجهه إلى باتافيا، التي تسمى حاليًا جاكرتا.
وعلى الرغم من وصول العديد من الرحلات الاستكشافية إلى الساحل خلال الـ 200 عام التي تلت أول اتصال أوروبي، لم تكن هناك أي محاولة لإنشاء مستوطنة دائمة حتى ديسمبر 1826، مع رسو إحدى البعثات التي نابت عن حكومة نيوساوث ويلز الاستعمارية، بقيادة الرائد إدموند لوكير، في منطقة الملك جورج الشاطئية. استولى لوكير رسميًا على الثلث الغربي من قارة أستراليا لصالح التاج البريطاني في 21 يناير 1827، وتبع ذلك إنشاء مستعمرة سوان ريفر في عام 1829، بما في ذلك موقع العاصمة الحالية بيرث. أدت الظروف القاسية التي واجهها المستوطنون إلى انخفاض النمو السكاني إلى الحد الأدنى حتى اكتشاف الذهب في ثمانينيات القرن التاسع عشر. ومنذ حمى الذهب، ارتفع عدد سكان الولاية بشكل مطرد، ليصل إلى ذروته في الفترة التي تلت الحرب العالمية الثانية.
اكتسبت أستراليا الغربية حق الحكم الذاتي في عام 1890، وانضمت إلى الولايات الخمس الأخرى لتشكيل كومنولث أستراليا في عام 1901. وبلغت رغبة سكان أستراليا الغربية في العودة إلى الحكم الذاتي الكامل، المنفصل عن الكومنولث، ذروتها في عام 1933 بعد تأييد 68% من السكان لاستفتاء الانفصال. رفض البرلمان البريطاني التصرف في عام 1935، لأن الانفصال تطلب حينها موافقة البرلمان الأسترالي، وانهارت الحركة مع تحسن الاقتصاد والحصول على المنح الفيدرالية السخية.

## مستوطنة سكان أستراليا الأصليين
كان مستوى سطح البحر أقل بكثير منه اليوم عندما وصل سكان أستراليا الأوائل إلى الساحل الشمالي الغربي قبل 40 إلى 60 ألف سنة. كان ساحل كيمبرلي في إحدى الفترات على بعد حوالي 90 كيلومترًا (56 ميلًا) فقط من تيمور، والتي كانت هي نفسها الأخيرة في سلسلة من الجزر المتقاربة التي يمكن للبشر السفر عبرها؛ ما جعلها موقعًا محتملًا يمكن أن يصل إليه المهاجرون الأستراليون الأوائل بواسطة القوارب البدائية. وكان الانتقال عبر الجزر الواقعة في الشمال ثم من خلال غينيا الجديدة إحدى طرق الهجرة المحتملة الأخرى.
انتقل السكان الأستراليون الأصليون ببطء باتجاه اليابسة شرقًا وجنوبًا على مدى عشرات الآلاف من السنين التي تلت ذلك. كان السكان الأصليون راسخين في جميع أنحاء أستراليا الغربية بحلول الوقت الذي بدأت فيه السفن الأوروبية في الوصول عن طريق الخطأ إلى باتافيا (جاكرتا الآن) في أوائل القرن السابع عشر.

## الزيارات الأوروبية المبكرة
كان المستكشف الهولندي، ديرك هارتوج، أول أوروبي يشاهد أستراليا الغربية؛ كما أنه أول أوروبي يقترح البحث عن القارات في تلك المنطقة. رسا هارتوج في 26 أكتوبر 1616 في ما يعرف اليوم باسم كيب إنسكريبشن، جزيرة ديرك هارتوج. وترك هارتوج وراءه لوحة بيوتر منقوشة ومثبتة على أحد الأعمدة قبل مغادرته. اكتُشفت اللوحة واستُبدلت بلوجة فيليم دي فلامينج في عام 1696، ثم أعيدت إلى متحف ريكز في أمستردام. تبع ذلك العديد من الزيارات الهولندية خلال ذلك القرن، والتي رسمت فعليًا الساحل الغربي والساحل الجنوبي لأستراليا الغربية والساحل الشمالي لأستراليا.
كانت تريال أول سفينة إنجليزية تزور أستراليا الغربية، عند محاولتها الإبحار في مسار بروفر الذي أنشأته هولندا للوصول إلى جزر الهند، وهي إحدى سفن إيست إنديامان التي تملكها شركة الهند الشرقية، تحت رئاسة جون بروكس؛ الذي زار بوينت كلوتس في 25 مايو 1622 في تريل روكس، قبالة الساحل الشمالي الغربي لأستراليا. بقي بعض أفراد الطاقم البالغ عددهم 143 في جزر مونتي بيلو لأسبوع كامل، وخلال تلك الفترة كانوا يشاهدون جزيرة بارو، قبل الإبحار إلى باتافيا في قارب طويل. جلب القارب الثاني طاقمًا إضافيًا إلى باتافيا، لذلك نجا ما يزيد قليلًا عن 40 شخصًا، بما في ذلك بروكس. ويُعتقد أن نحو مائة من أفراد الطاقم لقوا حتفهم في الحطام. أصبحت تريال أقدم حطام سفينة معروف في أستراليا.
كان ويليام دامبير زائرًا إنجليزيًا لاحقًا لأستراليا الغربية، إذ أبحر في عام 1699 عبر أجزاء من الساحل الغربي لأستراليا. وأشار إلى نقص المياه وأعرب عن إحباطه في وصفه لخليج القرش في مذكرات رحلته «رحلة إلى هولندا الجديدة»، قائلًا:
وصلنا إلى خليج القرش في السابع من أغسطس، ورسونا في ثلاثة أماكن مختلفة، واستقرينا في أولها (على الجانب الغربي من الخليج) حتى الحادي عشر من ذات الشهر. خلال هذه الفترة بحثنا، كما ذكرت، عن المياه العذبة وحفر الآبار، ولكن بلا جدوى.
أُطلق على عدد من معالم الساحل الأسترالي الغربي أسماءً لم تدم بعد العصر الاستكشافي، مثل إندراختسلاند (أرض الوحدة). ومع ذلك، ظهرت بعض الأسماء إت لاند فون دي ليفين (أرض اللبؤة)، والتي عُرفت في تاريخ لاحق باسم كيب ليوين.

## ولاية أستراليا
بعد إعلان الملكة فيكتوريا لتشكيل الكومنولث، اتحدت أستراليا الغربية، مع المستعمرات البريطانية الخمس الأخرى في نيو ساوث ويلز وكوينزلاند وجنوب أستراليا وتسمانيا وفيكتوريا، لتشكيل كومنولث أستراليا في 1 يناير 1901؛ والذي أصبح كل منها ولايةً مستقلةً لاحقًا. ومع ذلك، كانت أستراليا الغربية مترددةً إلى حد ما في الانضمام إلى الاتحاد، ولم تفعل ذلك إلا بعد أن عُرضت عليها فترةً انتقاليةً مدتها خمس سنوات على التعريفات الجمركية بين الدول مع سكة حديدية دولية.